# Bergisches Städtedreieck
| Stadt                    | Einwohner 31. Dez. 2019 | Fläche (km²) | Einwohner pro km² |
| ------------------------ | ----------------------- | ------------ | ----------------- |
| Remscheid                | 114.061                 | 74,52        | 1.494             |
| Solingen                 | 166.078                 | 89,54        | 1.778             |
| Wuppertal                | 358.592                 | 168,39       | 2.109             |
| Bergisches Städtedreieck | 638.731                 | 332,45       | 1.882             |

Bergisches Städtedreieck wird eine kulturell und geografisch zusammenhängende Städteregion im Bergischen Land (Nordrhein-Westfalen) genannt, die durch die drei aneinandergrenzenden Großstädte Wuppertal, Remscheid und Solingen gebildet wird.
Der Begriff entstand in Nachfolge der älteren Bezeichnung Wupperviereck, die ab dem 19. Jahrhundert die Lage der mittelbergischen Städte entlang der Wupper charakterisierte, deren Verlauf in diesem Bereich weitestgehend die Form eines nicht geschlossenen Rechtecks bildete. Als diese einzelnen Städte jeweils im ersten Drittel des 20. Jahrhunderts zu den drei bergischen Großstädten zusammengefasst wurden, behalf man sich mit einer neuen Geometrie: einem Dreieck, dessen Eckpunkte in der Mitte der drei Städte lagen und das mit dem Gebiet des alten Wuppervierecks weitgehend übereinstimmte. So entstand der Begriff Bergisches Städtedreieck.
Im größeren Maße gebräuchlich wurde der Begriff in der zweiten Hälfte des 20. Jahrhunderts, als die drei Städte beschlossen, Teile des Tourismusmarketings gemeinsam zu gestalten. Ein gemeinsames Internetportal unter diesem Namen stellte touristische und kulturelle Informationen der Städte vor. Das Konzept wurde nach dem Strukturförderungsprogramm Regionale 2006, das den drei bergischen Städten gewidmet war und das den Begriff Bergisches Städtedreieck medial vielfach verwendete, in der Regionalagentur Bergisches Städtedreieck fortgeführt. Die Regionale wie auch die nachfolgende Wirtschaftsförderungsagentur KompetenzHoch³ verwenden als Logo ein unregelmäßiges Dreieck, das ebenfalls das Städtedreieck symbolisieren soll.
In der Vergangenheit wurde mehrfach die Idee einer Städtefusion der drei Großstädte in die Diskussion gebracht. So hatte zum Beispiel der damalige Regierungspräsident des Regierungsbezirks Düsseldorf Jürgen Büssow die Diskussion angestoßen. Zusammen haben die drei Städte  rund 620.000 Einwohner und wären nach Köln sowie vor der Landeshauptstadt Düsseldorf und Dortmund die zweitgrößte Stadt Nordrhein-Westfalens. Der Vorschlag Büssows konnte aber bei der Landesregierung und den Oberbürgermeistern der Städte keine Mehrheit gewinnen. Dennoch gibt es eine engere Zusammenarbeit zwischen den Städten. So hat die Polizei ihren zentralen Sitz im Polizeipräsidium Wuppertal. Die Berufsfeuerwehr Wuppertal unterhält eine gemeinsame Leitstelle mit Solingen, die Volkshochschulen Wuppertal und Solingen fusionierten.
Es fanden und finden Diskussionen über weitere Zusammenlegungen kommunaler Dienststellen statt. So haben sich Anfang 2010 die Veterinär- und Lebensmittelüberwachungsämter der drei Städte zum Bergischen Veterinär- und Lebensmittelüberwachungsamt in Solingen zusammengeschlossen. Außerdem legten 2009 Wuppertal und Remscheid ihre telefonischen Dienstleistungszentren zusammen, Solingen folgte im Frühjahr des folgenden Jahres.
Auch verschiedene Organisationen bilden über diese drei Städte einen gemeinsamen Bezirk, wie beispielsweise die Bergische Industrie- und Handelskammer Wuppertal-Solingen-Remscheid.
Um die Themen und Entwicklungsaufgaben in der Region strategisch zu steuern und ressort- und stadtübergreifend zu koordinieren, wurde zum 1. Oktober 2007 die Bergische Entwicklungsagentur GmbH mit Sitz in Solingen gegründet. Gesellschafter sind die Städte Remscheid, Solingen und Wuppertal, die drei Stadtsparkassen der Region, die IHK Wuppertal-Solingen-Remscheid sowie die Wuppertaler Wirtschaftsförderung. Zentrale Aufgaben der Agentur sind die Entwicklung und Durchführung regional bedeutsamer Projekte, die Akquisition von Fördermitteln sowie die Positionierung und Profilierung der Region Bergisches Städtedreieck nach außen. Themenbereiche sind Innovation und wissensbasierte Wirtschaft, Stadt- und Regionalentwicklung sowie Tourismus und Standortmarketing. Seit 2015 firmiert man unter dem Namen Bergische Struktur- und Wirtschaftsförderungsgesellschaft mbH.
Im Jahr 2012 gründeten die drei Städte die Neue Effizienz – Bergische Gesellschaft für Ressourceneffizienz mbH, um die Ressourceneffizienz im Bergischen Städtedreieck zu fördern und die Region als effizienten und innovativen Standort für dieses Zukunftsthema aufzustellen.